# Aspidophorodon indica
Aspidophorodon indica är en insektsart. Aspidophorodon indica ingår i släktet Aspidophorodon och familjen långrörsbladlöss. Inga underarter finns listade i Catalogue of Life.